# فخر ساو باولو
مسيرة فخر ساو باولو للمثليين (بالبرتغالية: Parada do Orgulho LGBTQ de São Paulo) هي مسيرة فخر المثليين سنوية يتم عقدها في نهج باوليستا، في مدينة ساو باولو، البرازيل، منذ عام 1997. وهي أكبر مسيرة فخر المثليين في أمريكا الجنوبية، وهي مدرجة في موسوعة غينيس للأرقام القياسية باعتبارها أكبر مسيرة فخر المثليين في العالم منذ عام 2006 مع مشاركة 2.5 مليون شخص. كما حطمت المسيرة موسوعة غينيس للأرقام القياسية في عام 2009 بحضور 4 ملايين شخص. وقد حافظت المسيرة على اللقب من عام 2006 إلى عام 2016 على الأقل. وشارك حوالي 5 ملايين شخص في عام 2017. في عام 2019 شارك ما بين 3 إلى 5 ملايين كل عام. في عام 2010، استثمرت قاعة مدينة ساو باولو مليون ريال برازيلي في المسيرة. يعتبر الحدث ثاني أكبر حدث في المدينة بعد حدث الفورمولا 1. وفقًا لتطبيق غريندر للرجال المثليين، عتبر مسيرة فخؤ ساو باولو أفضل مسيرة فخر المثليين في العالم.
يتم تنظيم المسيرة والأحداث المرتبطة بها من قِبل منظمة مسيرة فخر ساو باولو للمثليين (APOGLBT) والمؤسسة البرازيلية للمثليين، والمثليات، مزدوجي التوجه الجنسي، ترافستي، المتحولين جنسيا، وثنائيي الجنس، منذ تأسيسها في عام 1999. المسيرة هي النشاط الرئيسي للحدث والمسار الذي يلفت الانتباه الكبير للصحافة، والسلطات البرازيلية فضلا عن مئات الآلاف من الناس على طول طريق المسيرة. في عام 2009، حضر 3.2 مليون شخص المسيرة السنوية الثالثة عشر لفخر ساو باولو للمثليين.تقع نقطة الالتقاء في متحف ساو باولو للفن مباشرة في وسط نهج باوليستا في ساو باولو. على الرغم من أن وقت الاجتماع في الساعة 12 ظهراً، لا تبدأ المسيرة في التحرك قبل الساعة 2 أو 3 بعد الظهر. يبلغ طول المسيرة 2.6 ميل (4.2 كم) وتبدأ في نهج باوليستا، عند الظهر تقريبًا. يتبع روا دا كونسولاساو حتى النهاية في تقاطع روزفلت، في وسط مدينة ساو باولو، في حوالي الساعة 10 مساءً.
بدعم قوي من السلطات الحكومية لولاية ساو باولو ومدينة ساو باولو، موجود خطة للأمان. كانت ارقام سنة ما: ما يقرب من 2000 من رجال الشرطة، مركزا شرطة متنقلان للإبلاغ الفوري عن الحوادث، 30 سيارات الإسعاف مجهزة، 55 الممرضات، 46 طبيبا، ومخيمات ثلاثة مستشفيات مع 80 سريرا.
تحظى مسيرة فخر ساو باولو بدعم كبير من الحكومة البرازيلية الفدرالية وكذلك من قبل حاكم ساو باولو ورئيس بلدية المدينة. يشارك العديد من السياسيين في افتتاح الحدث الرئيسي، وغالبًا ما تستعرض الحكومة موكبا يشارك فوقه عديد السياسيين. أكد كل من البنك الفدرالي للإيداع، أحد البنوك الحكومية، وشركة بتروبراس، شركة النفط البرازيلية، التزامهما بدعم الحدث وتنوعه، وتمويل الحدث مرة أخرى. تستقبل المدينة خلال مسيرة الفخر عادة حوالي 400.000 سائح ويتم إدخال ما بين 180 مليون ريال برازيلي و 190 مليون ريال برازيلي.

## المشاركون

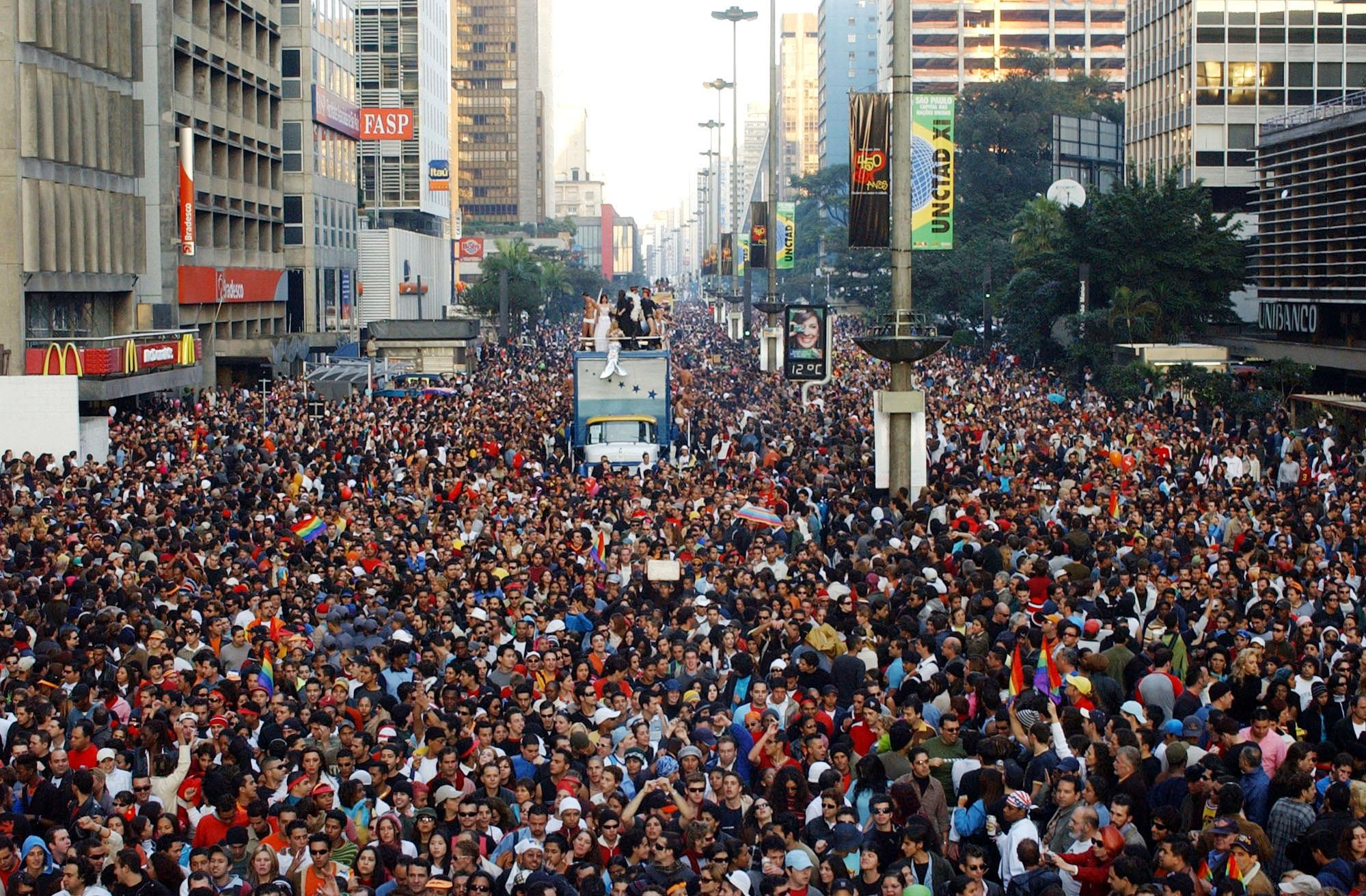
مئات آلاف المشاركين المثليين خلال مسيرة الفخر

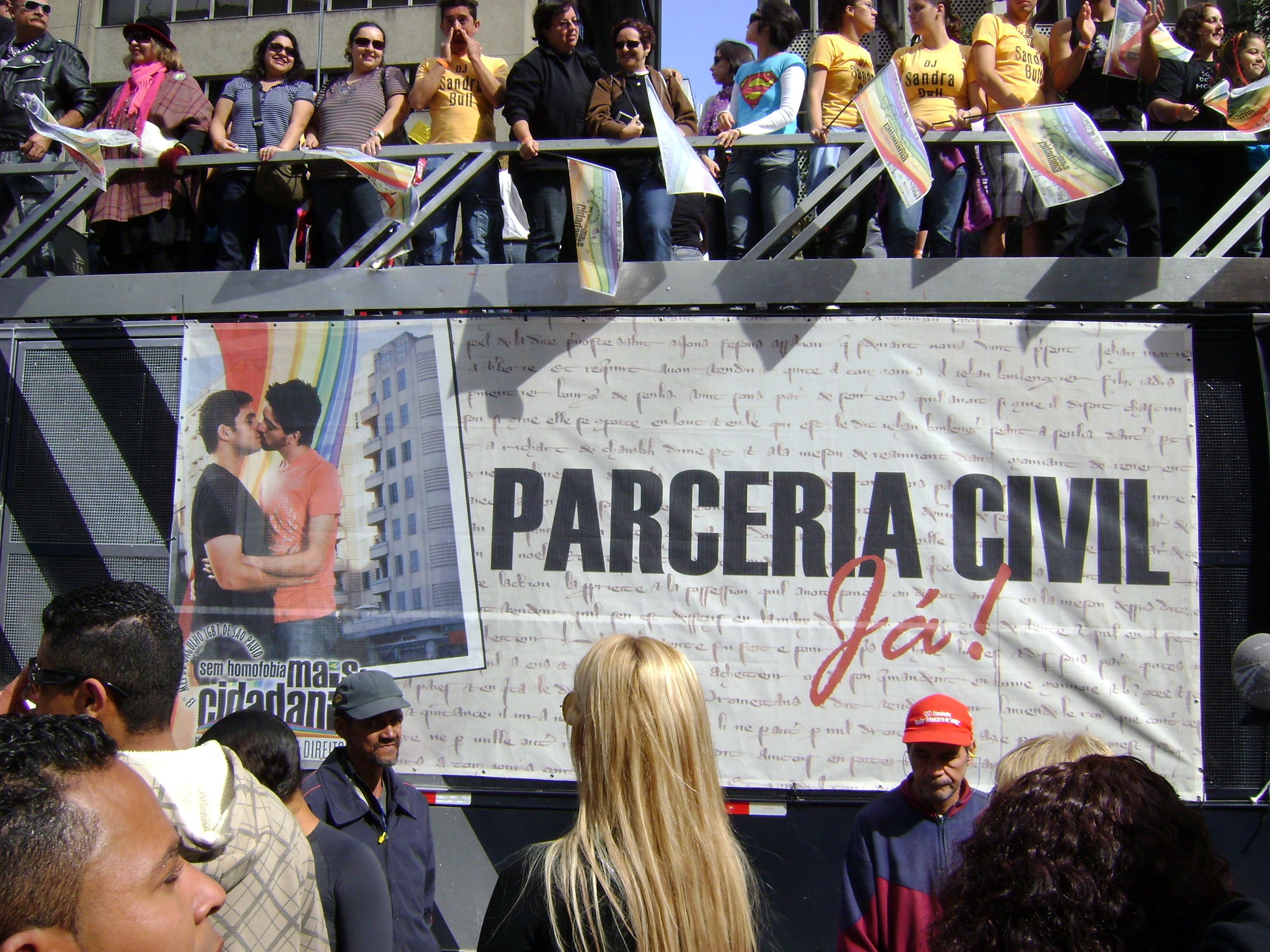
الثلاثي إلكترو خلال مسيرة الفخر

تجمع في المسيرة الأولى في عام 1997 حوالي 2,000 مشارك فقط، وفقا للشرطة العسكرية. ليتجمع خلال المسيرة التاسعة أكثر من 2.5 مليون شخص وفقا للشرطة و 3 ملايين وفقا للمنظمين، ويتجمع 5 ملايين شخص وفقا للمنظمين خلال المسيرة السابعة عشر.
لا تنشر الشرطة العسكرية، التي تحسب تقليديا عدد المشاركين في المناسبات العامة الكبرى تقديراتها للمشاركين في المسيرة منذ ذلك الحين، وتسبب ذلك في حذف المسيرة من منشور غينيس للأرقام القياسية لعام 2008 والتي تتطلب مصادر رسمية للسجلات المتعلقة بالحضور في الأحداث. وفقًا للشرطة، سيكون من المستحيل حساب عدد الأشخاص الذين يحضرون حدثًا مع «عدد متنقل عائم من السكان». كان هناك جدل حول العدد الدقيق للمشاركين.
| عام  | عدد المشاركون | عدد المشاركون       |
| عام  | حسب المنظمين  | حسب الشرطة العسكرية |
| ---- | ------------- | ------------------- |
| 1997 | 2,000         | 2,000               |
| 1998 | 8,000         | 8,000               |
| 1999 | 35,000        | 35,000              |
| 2000 | 120,000       | 100,000             |
| 2001 | 250,000       | 200,000             |
| 2002 | 500,000       | 400,000             |
| 2003 | 1,000,000     | 800,000             |
| 2004 | 1,800,000     | 1,500,000           |
| 2005 | 2,500,000     | 1,800,000           |
| 2006 | 3,000,000     | 2,500,000           |
| 2007 | 3,500,000     | –                   |
| 2008 | 3,400,000     | –                   |
| 2009 | 3,100,000     | –                   |
| 2010 | 3,300,000     | –                   |
| 2011 | 4,100,000     | –                   |
| 2012 | 4,200,000     | 270,000             |
| 2013 | 5,000,000     | 220,000             |
| 2019 | 3,000,000     |                     |

## شعارات ومواضيع المسيرة

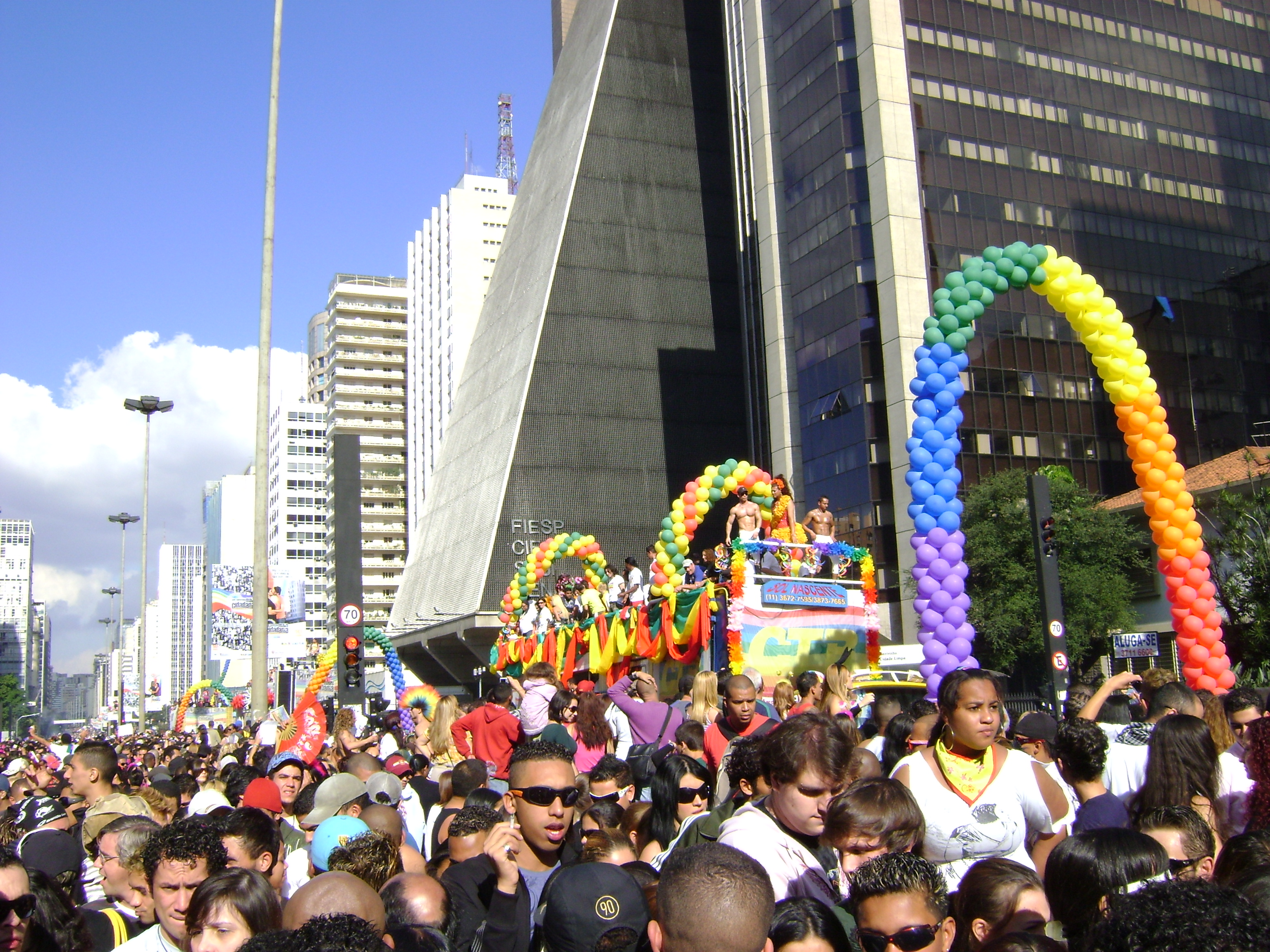
ألاف المشاركين في في مسيرة الفخر في عام 2009 نهج باوليستا

- 1997 - «نحن كثيرون، نحن في كل مكان»
- 1998 - «حقوق المثليون، والمثليات وترانسفيستايت هي حقوق الإنسان»
- 1999 - «فخر المثليين في البرازيل، في طريق عام 2000»
- 2000 - «الاحتفال بفخر التنوع الحي»
- 2001 - «تقبل التنوع»
- 2002 - «التعليم من أجل التنوع»
- 2003 - «بناء سياسات مثلية»
- 2004 - «لدينا عائلة وفخر»
- 2005 - «الشراكة المدنية الآن. حقوق متساوية! لا أكثر ولا أقل»
- 2006 - «رهاب المثلية جريمة! الحقوق الجنسية هي حقوق إنسان»
- 2007 - «من أجل عالم خال من العنصرية، التمييز الذكوري الجنسي وورهاب المثلية»
- 2008 - «رهاب المثلية يقتل! من أجل دولة علمانية بحكم الأمر الواقع»
- 2009 - «لا لرهاب المثلية، المزيد من الجنسية - من أجل إيزولوجيا الحقوق!»
- 2010 - «التصويت ضد رهاب المثلية، والدفاع عن الجنسية» (* كانت 2010 سنة الانتخابات في البرازيل)
- 2011 - «لنحب بعضنا البعض. لكفى رهاب المثلية»
- 2012 - «لرهاب المثلية علاج: التعليم وتجريم»
- 2013 - «العودة إلى الخزانة، لا مرة أخرى! الاتحاد والوعي في مكافحة رهاب المثلية»
- 2014 - «دولة ناجحة هي دولة خالية من رهاب المثلية. لا للمزيد من الوفيات! التجريم الآن!»
- 2015 - «لقد ولدت مثل هذا، لقد نشأت مثل هذا، سأظل دائمًا هكذا: احترمني!»
- 2016 - «قانون الهوية الجندرية، الآن! - جميع الناس معا ضد رهاب التحول الجنسي»!
- 2017 - «بغض النظر عن معتقداتنا، لا يوجد دين كقانون! معاً من أجل دولة علمانية!»
- 2018 - «القوة لمجتمع الميم. تصويتنا، صوتنا.»
- 2019 - «50 عامًا من أعمال شغب ستونوول - إنجازاتنا، وفخرنا بأن نكون من مجتمع الميم».